# 4e Luftwaffen-Feldkorps
Het Duitse 4e Luftwaffen-Feldkorps (Duits: Generalkommando IV. Luftwaffen-Feldkorps) was een Duits legerkorps van de Wehrmacht tijdens de Tweede Wereldoorlog. Het korps voerde kustverdediging uit aan de Franse Zuidkust en trok in 1944 terug door het Rhône-dal naar de Elzas. 

## Krijgsgeschiedenis

### Voorgeschiedenis
Na de zware verliezen van het Duitse leger in de winter van 1941/42 en het daaropvolgende zomeroffensief aan het oostfront konden de legereenheden niet meer volledig worden opgevuld. De grondorganisaties van de Luftwaffe hadden daarentegen nog steeds voldoende opgeleid personeel. Met "Führer Order" van 12 september 1942 beval Adolf Hitler dat de Luftwaffe 200.000 man moest overdragen aan het leger. De opperbevelhebber van de Luftwaffe, Hermann Göring, was hier tegen en was in staat Adolf Hitler te overtuigen om de soldaten te verzamelen in "Luftwaffen-Felddivisies". Deze divisies zouden onder de Luftwaffe moeten blijven. Voor de bevelvoering van de nieuwe divisies werden "Luftwaffen-Feldkorps" opgericht. Vanwege de kritische situatie aan het Oostfront moesten de nieuw gevormde eenheden zonder voldoende training aan het front worden ingezet. De slecht opgeleide eenheden leden ook onder leiderschapsfouten van de onvoldoende opgeleide officieren. Na zware verliezen werden de divisies op 1 november 1943 toch in het leger genomen en ook de Luftwaffen-Feldkorpsen werden allemaal omgevormd.

### Oprichting
Het 4e Luftwaffen-Feldkorps werd opgericht op 30 november 1942 in de zuid sector van het Oostfront, met als doel het aansturen van de in deze sector ingezette 5e, 7e en 8e Luftwaffen-Felddivisies.

### Inzet

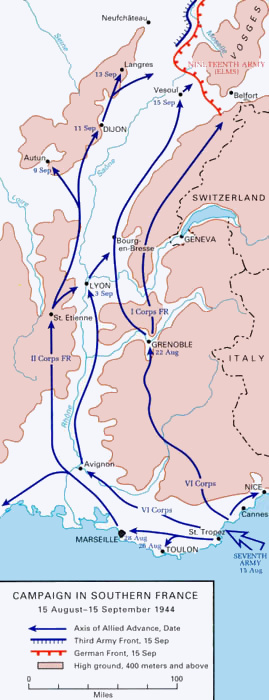
De Amerikaanse opmars door het Rhône-dal en daarmee ook de Duitse terugtocht-route

Het korps werd al in januari 1943 naar Parijs verplaatst. Het stafkwartier was in Jouy-en-Josas en het korps had opdracht om de oprichting van de Luftwaffen-Felddivisies te leiden die in het westen werden opgericht. Hier bij Parijs werd het korps pas echt tot een volwaardig korps gevormd. Dit proces was pas in juni 1943 afgerond. Daarop werd het korps in juli 1943 naar Montpellier in Zuid-Frankrijk verplaatst. Het korps voerde gedurende meer dan een jaar kustverdedigingstaken uit langs de Franse zuidkust. Gedurende het eerste halfjaar beschikte het korps hiervoor over de 326e en 338e Infanteriedivisies. Op 14 augustus 1944, aan de vooravond van Operatie Dragoon, de geallieerde landingen in Zuid-Frankrijk, bewaakte het korps de Duitse rechterflank. Dit liep van de Rhône-delta tot de Spaanse grens. Hiervoor beschikte het korps over de 198e en 716e Infanteriedivisies en de zwakke 189e Reservedivisie. Het korps werd niet direct aangevallen, maar de rest van het  19e Leger wel. Op 19 augustus begon de algehele terugtocht van het 19e Leger. De terugtocht naar het noorden door het Rhône-dal verliep met het 4e Luftwaffen-Feldkorps op de westelijke- en het 85e Legerkorps op de oostelijke-Rhône-oever. De terugtocht liep via Lyon, Dijon en Vesoul naar de Elzas. Op 16 september 1944 was het korps aangekomen in Giromagny en beschikte over de 198e en 338e Infanteriedivisies en de 159e Reservedivisie. Het front begon zich weer langzaam te stabiliseren en het korps hoefde nog maar kleine stapjes naar achteren te doen, richting Mulhouse-Colmar. Op 15 oktober ontving het korps een welkome aanvulling, de Panzerbrigade 106 “Feldherrnhalle”. Tegen midden november vocht het korps tussen Le Tholy en Le Thillot.

Het 4e Luftwaffen-Feldkorps werd op 19 november 1944 in de Elzas omgedoopt naar 90e Legerkorps. Daarmee trad het korps toe tot het Heer.

## Bovenliggende bevelslagen
| Leger              | Legergroep     | Plaats/regio       | Begin            | Eind             |
| ------------------ | -------------- | ------------------ | ---------------- | ---------------- |
| direct onder bevel | Heeresgruppe D | Frankrijk          | juli 1943        | 25 juli 1943     |
| Armeegruppe Felber | Heeresgruppe D | Montpellier        | 25 juli 1943     | 26 augustus 1943 |
| 19. Armee          | Heeresgruppe D | Montpellier        | 26 augustus 1943 | 28 april 1944    |
| 19. Armee          | Heeresgruppe G | Montpellier, Elzas | 28 april 1944    | 19 november 1944 |

## Commandanten
| Rang                       | Naam             | Begin            | Eind             |
| -------------------------- | ---------------- | ---------------- | ---------------- |
| General der Flakartillerie | Gerhard Hoffmann | 30 november 1942 | 1 augustus 1943  |
| General der Flieger        | Erich Petersen   | 1 augustus 1943  | 19 november 1944 |